# Nombre 164
El nombre 164 (CLXIV) és el nombre natural que segueix el nombre 163 i precedeix el nombre 165.
La seva representació binària és 10100100, la representació octal 244 i l'hexadecimal A4.
La seva factorització en nombres primers és 2²×41; altres factoritzacions són 1×164 = 2×82 = 4×41; és un nombre 3-gairebé primer: 2 × 2 × 41 = 164.